# 五島市立岐宿中学校
五島市立岐宿中学校（ごとうしりつ きしくちゅうがっこう）は、長崎県五島市岐宿町楠原にある公立中学校。略称は「岐中」（きちゅう）。

## 概要
歴史
1947年（昭和22年）の学制改革の際に新制中学校として発足した岐宿町内の中学校3校（岐宿・川原・山内）が1977年（昭和52年）に統合されて「岐宿町立岐宿中学校」となった。2012年（平成24年）に統合35周年（創立65周年）を迎えた。
校訓
「理想開拓 創造・友愛・勤勉」
学校教育目標
「岐宿中学校は一つ 一歩前 声を出せ・心で動け・汗をかけ」
校章
校名の岐宿（キシク）の「キ」の字を図案化したものを背景にして、中央に「中」の文字を置いている。
校歌
作詞は岐宿町校長会、作曲は深町一郎による。歌詞は3番まであり、各番に校名の「岐宿中」が登場する。
愛唱歌
校歌とは別に愛唱歌「空・海・未来」がある。
校区
住所表記で五島市岐宿地区（旧岐宿町）全域。
小学校区は五島市立岐宿小学校、五島市立川原小学校、五島市立山内小学校。

## 沿革
前史（旧・岐宿中学校）
- 1947年（昭和22年）4月1日 - 学制改革（六・三制の実施）が行われる。
  - 岐宿第一国民学校の初等科が改組され、「岐宿町立岐宿小学校」となる。
  - 岐宿第一国民学校の高等科と青年学校の普通科が改組され、新制中学校「岐宿町立岐宿中学校」が発足。当初小学校に併設される。生徒数178名（中学のみ）。初代校長は草野儀平。
    - 唐船之浦と姫島に小中学校の分校が設置される。
- 1949年（昭和24年）- PTAが発足。
- 1950年（昭和25年）- 長崎県立五島高等学校定時制岐宿分校（長崎県立五島南高等学校の前身）が併設される。
- 1951年（昭和26年）- 中学校新校舎が完成。
- 1954年（昭和29年）4月1日 - 唐船ノ浦分校が小中ともに分離し、「岐宿町立旭小中学校」（小中併設校）として独立。
- 1956年（昭和31年）- 台風12号により旧校舎が半壊する。
- 1957年（昭和32年）- 長崎県立五島高等学校定時制岐宿分校が移転し、中学校との併設を解消。
- 1959年（昭和34年）- へき地集会所（体育館）が完成。岐宿町児童生徒会が発足。
- 1963年（昭和38年）- ミルク給食を開始。
- 1965年（昭和40年）- 中学校統合促進委員会が発足。
- 1967年（昭和42年）
  - 4月1日 - 旭中学校を統合し、旭分校とする[2]。姫島分校を休校とする。
  - 8月31日 - 旭分校（唐船ノ浦483番地、北緯32度45分32.9秒 東経128度47分50.1秒）を廃止。
  - 9月1日 - 旧・旭分校の生徒は渡船で本校に通学することになる。
- 1969年（昭和44年）3月31日 - 姫島分校（北緯32度48分22.3秒 東経128度40分41.8秒 / 北緯32.806194度 東経128.678278度）を廃止[3]。
- 1977年（昭和52年）3月31日 - 統合により閉校。

前史（旧・川原中学校）
- 1947年（昭和22年）4月1日 - 学制改革（六・三制の実施）が行われる。
  - 岐宿第二国民学校の初等科が改組され、「岐宿町立川原小学校」となる。
  - 岐宿第二国民学校の高等科と青年学校の普通科が改組され、新制中学校「岐宿町立川原中学校」が発足。当初小学校に併設される。生徒数85名（中学のみ）。初代校長は松園文耕。
- 1949年（昭和24年）- PTAが発足。
- 1952年（昭和27年）- 6教室が完成。青少年赤十字（JRC）が発足。ミルク給食を開始。
- 1954年（昭和29年）- 運動場を拡張。
- 1956年（昭和31年）- へき地集会所（体育館）が完成。
- 1963年（昭和38年）- 小学校新校舎完成により移転を完了。これにより併設を解消。
- 1965年（昭和40年）- 運動場を拡張。
- 1968年（昭和43年）- 2教室を増築。
- 1977年（昭和52年）3月31日 - 統合により廃止。

前史（旧・山内中学校）
- 1947年（昭和22年）4月1日 - 学制改革（六・三制の実施）が行われる。
  - 岐宿第三国民学校の初等科が改組され、「岐宿町立山内小学校」となる。
  - 岐宿第三国民学校の高等科と青年学校の普通科が改組され、新制中学校「岐宿町立山内中学校」が発足。当初小学校に併設される。初代校長は木場末吉。
- 1949年（昭和24年）- 小中合同学共会（PTA）が発足。
- 1951年（昭和26年）- 校歌を制定。
- 1952年（昭和27年）- 校舎北側4教室が完成。
- 1953年（昭和28年）- 新校舎が完成。運動場を拡張。
- 1955年（昭和30年）- 小学校との併設を解消。
- 1977年（昭和52年）3月31日 - 統合により廃止。

統合（現・岐宿中学校）
- 1977年（昭和52年）4月1日 - 以上の岐宿町立中学校3校が統合され、「岐宿町立岐宿中学校」となる。
  - 楠原郷544番地（現在地）に新校舎・技術棟・体育館が完成。生徒数は368名。校長には旧・川原中学校校長の大坪通志が就任。
- 1980年（昭和55年）- 運動場を拡張。夜間照明を設置。
- 1987年（昭和62年）- 岐宿町立学校給食センターの完成により、センター調理・配送方式の完全給食を開始。
- 1994年（平成6年）- 各教室にテレビを設置。
- 2004年（平成16年）8月1日 - 市町村合併で五島市が発足したことにより、「五島市立岐宿中学校」（現校名）へ改称。

## 交通アクセス
最寄りのバス停
- 五島自動車（五島バス）「岐宿中学校前」バス停

最寄りの道路
- 長崎県道31号富江岐宿線

## 周辺
- 長崎県立五島南高等学校

## 参考資料
- 「岐宿町郷土誌」（2001年（平成13年）3月31日, 岐宿町）p. 601 -